# Collège des Prémontrés
Ne doit pas être confondu avec le collège des Prémontrés de Louvain (Belgique) fondé en 1571, ni avec le couvent des Prémontrés du Saint-Sacrement situé Faubourg-Saint-Germain à Paris.
Le collège de Prémontré ou collège des Prémontrés ou collège Sainte-Anne, est un collège régulier de l'ancienne université de Paris.
Il fut fondé à l'angle des rue Hautefeuille et rue des Cordeliers vers 1255 par Jena, abbé de l'ordre des Prémontrés pour y former les chanoines de son abbaye. Son église, l'église Sainte-Anne, fut reconstruite en 1618. Il devint propriété nationale en 1790, fut vendu en 1792 et le chœur de l'église devint le café de la Rotonde à l'angle de la rue Hautefeuille.